# Auguste de Martini

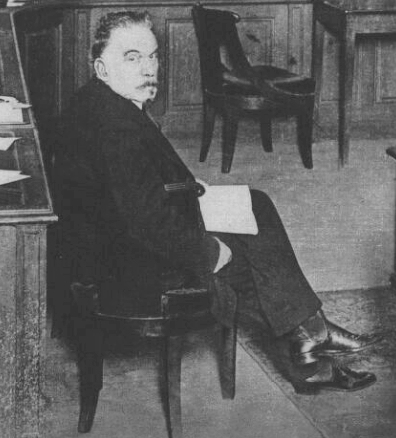
Auguste de Martini 1914

Auguste Justine Hippolyte de Martini (Marseille, 13 augustus 1856 - Parijs, 20 april 1915) was hoogleraar zang (professeur de chant) aan het Conservatorium van Parijs, componist en dirigent.
Vanaf 1881 gaf hij zanglessen op de scholen van Parijs. In 1888 werd hij aangesteld als "Instituteur spécial de chant", voor de (lagere) scholen in Parijs. In 1891 trad hij in dienst bij het conservatorium als zangoefenaar (répétiteur), in 1896 werd hij docent (professeur agrégé) en in 1902 werd hij aangesteld als hoogleraar, deze functie vervulde hij tot zijn overlijden. Hij was (mede) organisator van een groot aantal concours en concerten. Tot zijn leerlingen behoorden o.a. Paul Payan, Albert Alvarez en Romain (Leon) Carbelly (Bas/Bariton). Op 18 juli 1914 trouwde hij met Jeanné Brodart.
Van 1896-1914 was hij ook directeur van het casino van Granville. Hij investeerde met succes veel geld in de wederopleving van het "Carnaval de Granville", dat tot op heden (2023), met onderbrekingen gedurende de Eerste- en Tweede Wereldoorlog, in stand is gebleven. Het carnaval is in 2017 geklasseerd als "immaterieel cultureel erfgoed", UNESCO.
Na zijn overlijden op 22 april 1915 werd hij begraven op Cimetière des Batignolles.